# Novo doba: glas hrvatske Dalmacije
Novo doba: glas hrvatske Dalmacije, polutjednik koji je izašao u Splitu u nekoliko brojeva 1992. godine. Urednik je bio Joško Čelan. Izdavač je bilo Narodno sveučilište Imotski.